# 前田信代
前田　信代（まえだ　のぶよ）は日本の病理学者(理学博士、東北大学)で、ノースカロライナ大学チャペルヒル校のロバート・H・ワグナー特別教授。
1977年 東北大学 理学博士　博士論文の題は　「Comparative studies on amino acid sequences of sea snake nourotoxins(ウミヘビ神経毒タンパクのアミノ酸配列の比較)」。  
夫はノーベル生理学・医学賞受賞者(2007年)のオリヴァー・スミティーズで、オフィスを共有している。父は東北大学の元総長前田四郎。